# Guy Boulizon
Guy Boulizon est un professeur et écrivain canadien (québécois) né le 15 mai 1906 à Nevers en France et décédé le 22 août 2003.

## Biographie
Il est professeur au Collège Stanislas de Paris de 1932 à 1938, époque à laquelle il s'occupe activement de la troupe scoute de la XLe Paris, basée dans cet établissement. Il y côtoie notamment le Chanoine Cornette, l'un des pères du scoutisme Français.
À partir de 1938 il participe à la fondation du Collège Stanislas de Montréal, à Outremont (Québec), il y enseigne depuis sa fondation jusqu'à 1950.
Établi définitivement au Canada avec son épouse, Jeannette Boulizon, et sa famille, il poursuit alors une carrière d'écrivain. Il fonde en 1950, la Librairie Flammarion et poursuit son enseignement au Collège Stanislas. En 1952, il est professeur au baccalauréat ès-art de l'Université de Montréal, la même année il devient directeur des Éditions de la Maison Beauchemin à Montréal. Dans les années 1960, il est professeur d'histoire de l'art et de littérature à l'école de journalisme, Studio 5316, situé au 5316 avenue du Parc, à Montréal.
Les dernières années de sa vie, il est devenu aveugle et il peignant encore, quelques-unes de ses peintures se trouvent au musée international d'art naïf de Magog. Il a d'ailleurs écrit deux livres avec le fondateur du musée Yvon M. Daigle :
- Naïfs... Ces peintres du Québec et de l'Acadie ?, éditions du Trécarré ;
- La Fête au Québec et l'Art Naïf, éditions du Trécarré.

Il a présidé la section canadienne de la Société des amis de Charles Du Bos.
Il décède en 2003.

## Œuvres
- Contes du Moyen âge, Montréal, Les Éditions Variétés, 1943, 30 p. Ill. de Francine.
- [Du tomahawk à la croix] (conte), Montréal, Les Éditions Variétés, 1943, 31 p. Ill. de l'auteur.
- Kateri Tekakwitha (conte), Montréal, Les Éditions Variétés, 1943, 30 p. Ill.
- [La Chanson de Roland] (récit), Montréal, Les Éditions Variétés, 1943, 31 p. Ill. de Francine.
- [La Chèvre d'or] (conte), Montréal/Paris, Fides, 1945, 31 p. Ill. de l'auteur. «Contes et Aventures»; 1955, 64p.; 1960.
- [L'Ile de Jacques] (conte), Montréal, Fides, 1945, 30 p. Ill. de l'auteur. «Contes et Aventures».
- De Jules Verne à Tarzan (conte), Montréal, [s.é.], 1945, 15 p.
- Féeries radiophoniques d'après les Mille et Une nuits (contes), Montréal, Fides, 1946, 251 p. Ill. de Janine Charpentier. Préface de Léopold Houle.
- Prisonniers des cavernes. Roman, Montréal/Paris, Fides, 1950, 143 p. Ill. «La Grande Aventure»; Prisonniers des cavernes, 1960. «AJ»; Alexandre et les Prisonniers des cavernes, Montréal, Les Éditions Fides, 1979, 169 p. Ill. de Jean Christian Knaff. Préambule de l'auteur. «Du goéland».
- Au pays des nains (conte), [s.l.], Édition canadienne, [1955, n.p., 42 p.]. Ill. de Nans Van Leeuwen. (Traduit en italien et en allemand).
- Poésies choisies pour les jeunes, [Montréal, Beauchemin, 1955], 295 p. Collab. Jeanne Boulizon. Ill. Introduction des auteurs.
- Les Anciens Canadiens (roman de Philippe Aubert de Gaspé), Montréal, Éditions Beauchemin, 1956, 189 p. Ill. Édition scolaire préparée et présentée par Guy Boulizon. Note des editeurs.
- Livres roses et Séries noires. Guide psychologique et bibliographique de la littérature de jeunesse, Montréal, Éditions Beauchemin, 1957, 188 p.
- Contes du Mont-Tremblant, Montréal, Éditions Beauchemin, 1958, 109 p. Présentation de l'auteur. «Rose des vents»; 1960.
- La Croix chez les Indiens (récit), Montréal, Éditions Beauchemin, 1958, 137 p. «Rose des vents»; 139 p.
- 250 histoires comiques, Montréal, Éditions Beauchemin, 1958, 106 p. Sous le pseudonyme de Saint-Andoche. Ill. «Rose des vents».
- Anthologie littéraire. Pages choisies d'auteurs français, canadiens, belges, Montréal, Éditions Beauchemin, 1959, 2 vol.: vol. 1, 385 p.; vol. 2, 262 p. Préface de l'auteur. Sous la direction de Guy Boulizon.
- Les 4 du mystigri (conte), Montréal, Éditions Beauchemin, 1959, 125 p. Ill. de Georges Lauda. «Rose des vents».
- Contes et Récits canadiens d'autrefois, Montréal, Éditions Beauchemin, 1961, 185 p. Ill. de E.J. Massicotte. «Grand Nord».
- Le Livre face à la civilisation de l'image, Montréal, Librairie Beauchemin, 1963, 12 p. (Causerie prononcée au Club Richelieu de Montréal, le 22 nov. 1963).
- Canada, 20e siècle. 20th Century, Montréal/Paris, Éditions Beauchemin/Éditions de la Pensée moderne, 1964, [n.p., 141 p.]. Ill. de Pierre Gaudard. Texte anglais de Geoffrey Adams.
- Les Musées du Québec, Montréal, Fides, 1976, 2 vol.: vol. 1, Montréal et l'Ouest du Québec, 205 p.; vol. 2, La Vieille Capitale et l'Est du Québec, 205 p. Ill. Présentation de Jean-Paul L'Allier. Préface de l'auteur.
- La Chaise à Sébastien (récit), Montréal, Fides, 1982, 139 p. Ill. de Félix Vincent. «Intermondes».
- Basque (monographie), La Prairie, Éditions Marcel Broquet, 1983, 103 p. Ill. Préface de Jean-Guy Nadeau. «Signatures».
- Le Paysage dans la peinture au Québec vu par les peintres des cent dernières années, La Prairie, Éditions Marcel Broquet, 1984, 223 p. Ill. Préface de Jacques-Yvan Morin.
- Québec: l'artisanat créateur, Paris/Ville LaSalle, Agence de coopération culturelle et technique/Hurtubise HMH, 1985, 76 p. Collab. Denise Beaudin, Anne-Marie Blouin-Sioui et Pierre Sioui. Ill.
- Nos jeunes liront... 1000 titres de livres, Montréal, École des parents du Québec, [s.d.], 40 p. Collab. Jeanne Boulizon.

## Honneurs
- 1989 - Prix Chomedey-de-Maisonneuve
- 1990 - Chevalier de l'Ordre national du Québec
- 1995 - Membre de l'Ordre des francophones d'Amérique